# Katti
Katti (nep. कट्टी) – gaun wikas samiti w zachodniej części Nepalu w strefie Bheri w dystrykcie Dailekh. Według nepalskiego spisu powszechnego z 2011 roku liczył on 919 gospodarstw domowych i 5253 mieszkańców (2707 kobiet i 2546 mężczyzn).